# Adam Darski
Adam Nergal Darski (n. Adam Michał Darski, n. 10 iunie 1977, Gdynia, Polonia), adesea cunoscut sub numele său de scenă Nergal, este un muzician polonez, cunoscut mai ales ca lider al formației de blackened metal extrem Behemoth.

## Biografie
Nergal s-a născut Adam Michał Darski în Gdynia, fiind crescut în religia catolică, și a început să cânte la chitară la vârsta de opt ani. Are numele de scenă Nergal (numindu-se după o zeitate babiloniană) și este fondatorul, textierul, compozitorul principal, frontmanul și managerul trupei Behemoth, pe care a înființat-o când era încă adolescent. De asemenea, cântă la chitară solo, ritmică și acustică. Pentru o scurtă perioadă, a folosit pseudonimul Holocausto, inspirat de liderul Beherit, Nuclear Holocausto. La sfârșitul anilor 1990, a fost vocalist și chitarist al trupei cu influențe Danzig, Wolverine, care prezenta capacitatea lui Nergal de a cânta curat. El este, de asemenea, cunoscut pentru contribuțiile sale cu următoarele trupe: Hermh, Nile, Damnation, Vader, Sweet Noise, Mastiphal, December's Fire, Mess Age, Corruption, Hangover, Ex Deo, și Hefeystos.
Nergal a absolvit șase ani de istorie, inclusiv un an de latină la Universitatea din Gdańsk, și este calificat pentru a fi curator de muzeu.

## Carieră
Inspirat de Black Circle din Norvegia, Nergal a format împreună cu Blasphemous (din trupa Veles) și Venom (din Xantotol) Temple of Infernal Fire. Mai târziu s-au alăturat și alte trupe și au fost introduse politici de extremă dreapta, iar grupul a fost redenumit Temple of Fullmoon. Nergal s-a distanțat apoi de grup, în principal pentru că nu avea niciun interes în politică. Acest lucru a făcut ca membrii rămași ai Temple of Fullmoon să acuze Behemoth de trădare și a provocat tensiuni între Nergal și Rob Darken, frontmanul trupei poloneze Graveland, ceea ce a dus la amenințări cu moartea. Câțiva ani mai târziu, tensiunile au dispărut, iar Nergal și Darken sunt în relații bune în prezent; după cum a declarat Nergal într-un interviu: „Nu împărtășim aceleași interese, dar avem un respect reciproc”.
În 2009, chitarele ESP au lansat prima chitară cu semnătura lui Nergal. Este o chitară cu 7 corzi, cu un corp în stil V, care se numește „Hex-7”.
Nergal a început un proiect solo alături de John Porter numit Me and that Man, care se concentrează pe country, blues și folk. Albumul de debut al proiectului, intitulat Songs of Love and Death, a fost lansat pe 24 martie 2017. Următorul album al proiectului, New Man, New Songs, Same Shit, Vol. 1, a fost lansat pe 27 martie 2020 și conține voci invitate de la Corey Taylor, Niklas Kvarforth, Matt Heafy, Ihsahn și alții.
În 2011, el a preluat poziția de antrenor în cadrul emisiunii The Voice of Poland la TVP 2.
În iulie 2012, Nergal a devenit cel mai nou purtător de cuvânt al băuturilor Demon Energy care urmau să fie distribuite în toată Polonia. Nergal a apărut în ținuta completă Behemoth pe fața a patru arome diferite ale mărcii Demon Energy, alături de sloganul mărcii „Fără limite, fără legi”. Darski ar fi donat majoritatea fondurilor pentru acest plasament în ediție limitată unuia dintre cele mai renumite centre de donare de măduvă osoasă din lume.

## Controverse
În martie 2010, Nergal a fost judecat în Polonia sub acuzația de blasfemie pentru denunțarea publică a religiei prin ruperea unei Biblii pe scenă în 2007. Nergal a argumentat că are libertatea artistică de a-și îmbunătăți performanțele live printr-o astfel de acțiune și a sugerat că aceasta nu a fost menită să fie ofensatoare. De asemenea, el crede că libertatea de exprimare ar trebui să primeze în fața religiei în Polonia. El risca până la doi ani de închisoare pentru că a rostit Biblia, dar acuzațiile lui Darski au fost retrase pe 28 iunie 2010.
În octombrie 2012, Nergal s-a întors la Curtea Supremă poloneză cu privire la incidentul din 2007, când a rupt o Biblie și a denunțat Biserica Catolică. Curtea Supremă a decis că Darski ar putea fi vinovat de infracțiunea de „ofensă a sentimentelor religioase”, chiar dacă nu a acționat cu „intenția directă” de a face acest lucru. Cazul a fost returnat unei instanțe inferioare, care l-a găsit vinovat de „insultarea intenționată a Sfintei Biblii”, însă la următorul apel cazul a fost respins din cauza prescripției.
În 2019 a fost dat din nou în judecată în temeiul doctrinei „ofensarea sentimentelor religioase” după ce a afișat o statuetă cu un penis crucificat într-un videoclip pe Instagram; a fost achitat în 2025. În 2019, el a provocat controverse după ce a postat fotografii cu un tricou inscripționat cu mesajul "Black metal împotriva Antifa. Omoară-i. Nu arătați milă. Fuck Antifa!".

## Viață personală
De la jumătatea anului 2009 până la începutul anului 2011, el a avut o relație foarte mediatizată cu Dorota Rabczewska, o cântăreață pop poloneză cunoscută sub numele profesional de Doda. La 17 martie 2011, News.pl a anunțat că cei doi și-au anulat logodna și s-au despărțit.
În 2012, Darski și-a schimbat legal al doilea prenume în „Nergal”. Din 2014, Nergal este coproprietar a două frizerii în Varșovia și una în orașul său natal, Gdańsk. În 2015, a deschis un club de noapte în Sopot numit Libation.
Și-a exprimat sprijinul pentru mișcarea pentru drepturile la avort și pentru Ucraina în timpul invaziei rusești din Ucraina.

Pe 8 august 2010, Nergal a fost transportat de urgență la secția de hematologie a Spitalului Universitar Medical din Gdańsk pentru tratarea unei boli care nu a fost dezvăluită la momentul respectiv. Toate concertele Behemoth până în noiembrie 2010, inclusiv un turneu în Rusia și în America de Nord, au fost anulate. Pe 24 august 2010, Darski a fost diagnosticat cu leucemie. Se credea că boala a avansat suficient de mult pentru a face chimioterapia ineficientă, dar astfel de rapoarte s-au dovedit de atunci false.  Logodnica sa de atunci, Dorota Rabczewska, s-a oferit să își doneze măduva, însă aceasta nu a fost compatibilă. La 8 noiembrie 2010, în urma apelului adresat publicului larg de prietena sa de atunci, care a primit un răspuns foarte bun, Darski a urmat un tratament pentru a primi un transplant de măduvă osoasă.
Nergal a fost externat din spitalul Uniwersyteckie Centrum Kliniczne (UCK) din Gdańsk la 16 ianuarie 2011, la trei săptămâni după ce a suferit un transplant de măduvă osoasă. „Adam se simte bine și se odihnește confortabil, dar nu poate primi vizitatori deoarece nu poate risca infecții virale”, a declarat fosta sa logodnică, Doda. Cu toate acestea, Nergal a fost readmis la divizia de hematologie a Uniwersyteckie Centrum Kliniczne (UCK) din Gdańsk după ce a dezvoltat o infecție șase săptămâni mai târziu. La acel moment, nu era imediat clar dacă infecția va afecta adoptarea transplantului de măduvă osoasă de către Nergal și cât timp va trebui să rămână în spital. La 30 martie 2011, MetalSucks a publicat un interviu cu Nergal în care acesta spunea că starea sa de sănătate se îmbunătățește. La data interviului, el ieșise din spital de câteva săptămâni și potrivit lui Darski, „totul merge conform planului”.

## Discografie

### Behemoth
| Year | Title                       |
| ---- | --------------------------- |
| 1995 | Sventevith                  |
| 1996 | Grom                        |
| 1998 | Pandemonic Incantations     |
| 1999 | Satanica                    |
| 2000 | Thelema.6                   |
| 2002 | Zos Kia Cultus              |
| 2004 | Demigod                     |
| 2007 | The Apostasy                |
| 2009 | Evangelion                  |
| 2014 | The Satanist                |
| 2018 | I Loved You at Your Darkest |
| 2022 | Opvs Contra Natvram         |
| 2025 | The Shit ov God             |

### Me and That Man
- Songs of Love and Death (2017)
- New Man, New Songs, Same Shit: Vol. 1 (2020)
- New Man, New Songs, Same Shit: Vol. 2 (2021)